# Zhu Fangyu
Pour les articles homonymes, voir Zhu.
Dans ce nom chinois, le nom de famille, Zhu, précède le nom personnel.
Zhu Fangyu, (en chinois : 朱芳雨, en Hanyu pinyin : Zhū Fāngyǔ), né le 5 janvier 1983 à Liuzhou en Chine, est un joueur de basket-ball chinois, évoluant au poste d'ailier.